# Herman Franke
Hermannus Johannes (Herman) Franke (Groningen, 13 oktober 1948 – Amsterdam, 14 augustus 2010) was een Nederlandse criminoloog en schrijver.
Franke begon zijn schrijverscarrière als stadsverslaggever bij het Nieuwsblad van het Noorden. Daarna ging hij sociologie studeren, eerst aan de Rijksuniversiteit Groningen, daarna aan de Universiteit van Amsterdam. Al kort na zijn (cum laude) afstuderen, begon hij in dag- en weekbladen te publiceren over tal van onderwerpen. Tegelijkertijd werkte hij zich op tot hoofddocent aan het Criminologisch Instituut Bonger van de Universiteit van Amsterdam. In het begin van de jaren tachtig schreef hij De dood in het leven van alledag, zijn eerste non-fictieboek over de inhoud van rouwadvertenties (vanaf eind 18e eeuw) en de afschaffing van lijf- en doodstraffen in Nederland. Het is een analyse van de veranderende houding ten opzichte van de dood in onze samenleving. Franke ontwikkelde zich daarna tot een vooraanstaand criminoloog. Hij verwierf bekendheid met opiniestukken in dagbladen, televisiedebatten en boeken over de geschiedenis van misdaad en straf. In 1995 werd de Engelse vertaling van zijn (cum laude) proefschrift Twee eeuwen gevangen door de American Society of Criminology bekroond als beste buitenlandse studie. Van dit boek verscheen tevens een verkorte versie in het Nederlands (De macht van het lijden).
Halverwege de jaren negentig, op het hoogtepunt van zijn criminologische carrière, besloot Franke zich geheel aan de literatuur te wijden en zegde hij zijn baan aan de universiteit op. Hij had inmiddels twee romans (Weg van loze dromen en Nieuws van de nacht) geschreven. De verbeelding, zijn derde roman, zorgde in 1998 voor zijn doorbraak bij het grote publiek en leverde hem de AKO-literatuurprijs (in de periode 1997-1999 Generale Bank Literatuurprijs genoemd) op. Franke publiceerde in dagbladen, weekbladen en literaire bladen als Het oog in ’t Zeil, Maatstaf en Optima. Een aantal beschouwingen werd opgenomen in zijn bundel De tuinman en de dood van Diana (1999). In 2000 hield hij de achtste Frans Kellendonklezing (De ironie van de romantiek). Franke was een vaste auteur van De Revisor. Voor Cicero, de boekenbijlage van de Volkskrant, schreef hij tweewekelijks een spraakmakende column en literaire essays. In 2004 verscheen een compilatie van zijn columns onder de titel Waarom vrouwen betere lezers zijn. Een jaar eerder publiceerde hij zijn omvangrijke roman Wolfstonen en in 2004 de bundel Notulen met ultrakorte verhalen. Van een bekend criminoloog werd hij een nog bekendere schrijver.
Herman Franke overleed op 14 augustus 2010 op 61-jarige leeftijd aan de gevolgen van prostaatkanker.